# Nooormális??
A Nooormális?? a L’art pour l’art Társulat humoros televíziós műsora. Összesen 10 adás készült, mindegyik egy-egy témára épült. Az összes epizód 2000 és 2002 között futott a TV2 műsorán.

## Epizódok

### 1.
Cím: A televízió

Rendező: Kriskó László

Jelenetek:
- Főcím
- Beharangozó
- Unalmas emberek-show /Kemenesfalvi bácsi/ (írta: Laár András)
- Naftalin Ernő ötlettára /A hírolvasó médiasztárok hogyan kerülhetik el a túlzott népszerűséget?/ (írta: Dolák-Saly Róbert)
- Termékbemutató /Sadomax-2000/ (írta: Pethő Th. Zsolt)
- Kínai Besenyő család (írta: Szászi Móni)
- Orosz Besenyő család (írta: Szászi Móni)
- Olasz Besenyő család (írta: Szászi Móni)
- Ripők-show /A házaspár, akiket megevett a jeti/ (írta: Laár András, Laár Györgyi)
- Gasztronómiai kitérő /Kárvallott krumpli totojázva/ (írta: Laár András)
- Gyerekvetélkedő /Szöges boxer/ (írta: Szászi Móni)
- A világ legkitűnőbb musicalszínésze /Boborján/ (írta: Dolák-Saly Róbert, Szászi Móni)
- A költő hozzászól /Show-műsor/ (írta: Laár András)
- Hangverseny /dal/ (zene, szöveg: Laár András)

### 2.
Cím: Olimpia

Rendező: Kriskó László

Jelenetek:
- Főcím
- Beharangozó
- Zsolt konferál
- Ökölvívás (írta: Dolák-Saly Róbert)
- Kosárlabda-mérkőzés-1. /Litvánia - Kovács néni/ (írta: Dolák-Saly Róbert)
- Szellemi pankráció (írta: Dolák-Saly Róbert, Laár András)
- Troli néni kalandjai (írta: Szászi Móni)
- Toronyugrás (írta: Szászi Móni)
- Kúszás (írta: Szászi Móni)
- Vízilabda (írta: Dolák-Saly Róbert)
- Naftalin Ernő ötlettára /Tanácsok fázós úszóversenyzőknek/ (írta: Dolák-Saly Róbert)
- Kosárlabda-mérkőzés-2. /Litvánia - Kovács néni/ (írta: Dolák-Saly Róbert)
- Gasztronómiai kitérő /Göngyölt brokkoli erőkörettel/ (írta: Laár András)
- Leendő olimpiai versenyszámok: Sínnézés távcsővel (írta: Dolák-Saly Róbert) - Lépcsőn köhögés csigajelmezben, körömreszeléssel nehezítve, hátrafelé (írta: Dolák-Saly Róbert) - Hídfelgöngyölés (írta: Szászi Móni)
- Mozgó kalandvetítés /Szumó/ (írta: Szászi Móni, Dolák-Saly Róbert)
- Bocimeccs (írta: Dolák-Saly Róbert)
- A költő hozzászól /De szeretnék/ (írta: Laár András)
- A Besenyő család olimpiája (írta: Szászi Móni)                                                                                  Testépítő szalon /dal/ (zene, szöveg: Seres Péter)
- Kosárlabda-mérkőzés-3. /Litvánia - Kovács néni/ (írta: Dolák-Saly Róbert)

### 3.
Cím: A Besenyő család karácsonya

Rendező: Krikó László

Jelenetek:
- Főcím
- Beharangozó
- Besenyő István bevezetője (írta: Laár András)
- Troli néni karácsonya (írta: Szászi Móni)
- Zigóta levele a Mikuláshoz (írta: Szászi Móni)
- A Mikulás válasza Zigótának (írta: Pethő Th. Zsolt ötlete alapján Szászi Móni)
- A Besenyő család karácsonya (írta: Szászi Móni, Lantos P. István)
- Hányszor lehet büntetlenül énekelni egy refrént-1. /dal/ (zene, szöveg: Pethő Th. Zsolt)
- A Besenyő család karácsonya (írta: Szászi Móni, Lantos P. István)
- Hányszor lehet büntetlenül énekelni egy refrént-2. /dal/ (zene, szöveg: Pethő Th. Zsolt)
- A Besenyő család karácsonya (írta: Szászi Móni, Lantos P. István)
- Hányszor lehet büntetlenül énekelni egy refrént-3. /dal/ (zene, szöveg: Pethő Th. Zsolt)
- A Besenyő család karácsonya (írta: Szászi Móni, Lantos P. István)
- Troli néni karácsonya (írta: Szászi Móni)
- A költő hozzászól /Ajándék/ (írta: Laár András)

### 4.
Cím: Szilveszter-2001

Rendező: Kriskó László

Jelenetek:
- Főcím
- Beharangozó
- Áruházi kommandóakció (írta: Szászi Móni)
- Boborján, a jeti (írta: Dolák-Saly Róbert)
- Gasztronómiai kitérő – Tompika főz /Keksz/ (írta: Laár András)
- Kalandvetítés /Az egri csillagok/ (írta: Dolák-Saly Róbert)
- A költő hozzászól /Peregnek az évek/ (írta: Laár András)
- A Besenyő család élete /A vámpírok/ (írta: Szászi Móni, Lantos P. István)
- Troli néni szilvesztere (írta: Szászi Móni)
- Kemenesfalvi bácsit nem ismerem én /dal/ (zene, szöveg: Laár András)

### 5.
Cím: Politika

Rendező: Kriskó László

Jelenetek:
- Főcím
- Beharangozó
- Az ősember megérkezik
- Parlamenti közvetítés (írta: Dolák-Saly Róbert)
- Besenyő István felszólalása (írta: Laár András)
- Hogyan fáznak a különböző nemzetek? (Szászi Móni ötletéből írta: Lpl. Társulat)
- Interjú egy nagy politikussal (írta: Dolák-Saly Róbert)
- Duett /dal/ (zene, szöveg: Dolák-Saly Róbert)
- Gasztronómiai kitérő /Trottyantott sertésláb bundában/ (írta: Laár András)
- Hírek (írta: Dolák-Saly Róbert, Szászi Móni)
- A költő hozzászól /A politikusok mind/ (írta: Laár András)
- Elnézést, elnézést! /dal/ (zene, szöveg: Laár András)
- Az ősember elmenekül

### 6.
Cím: Vendéglői történetek

Rendező: Kriskó László

Jelenetek:
- Főcím
- Beharangozó
- Étlapos jelenet /A mákos tészta/ (írta: Laár András)
- A konyhafőnök ajánlata /Bolognai filctollrakottas/ (Szászi Móni ötletéből írta: Laár András)
- Boborján és húga (írta: Szászi Móni, Dolák-Saly Róbert)
- Szupertitkos találkozó (írta: Laár András)
- Naftalin Ernő ötlettára /Pohármegfogási módok/ (írta: Dolák-Saly Róbert)
- Még mindig Boborján és húga (írta: Szászi Móni, Dolák-Saly Róbert)
- A mákos tészta után /WC-s jelenet/ (írta: Szászi Móni)
- Besenyőék távoznak (írta: Szászi Móni)
- Már megint Boborján és húga (írta: Szászi Móni, Dolák-Saly *Róbert)
- A költő hozzászól /Foltok/ (írta: Laár András)
- Imádom engem /dal/ (zene, szöveg: Dolák-Saly Róbert)

### 7.
Cím: Szex

Rendező: Kriskó László

Jelenetek:
- Főcím
- Beharangozó
- Anti bácsi és a tévé bemondónő (írta: Szászi Móni)
- Társkereső hirdetések (írta: Lpl. Társulat)
- Szexuális felvilágosítás (írta: Dolák-Saly Róbert)
- Az első randevú (írta: Szászi Móni)
- Naftalin Ernő ötlettára /Hogyan ne nézzünk pornófilmet, ha nem akarunk, vagy ha undorodunk tőle?/ (írta: Dolák-Saly Róbert)
- Házasélet (írta: Szászi Móni)
- A Besenyő család a strandon (írta: Dolák-Saly Róbert, Szászi Móni)

### 8.
Cím: Szilveszter-2002

Rendező: Kriskó László

Jelenetek:
- Főcím
- Beharangozó
- A világ legfeketébb feketemágusa /Boborján/ (írta: Szászi Móni)
- Fakír /dal/ (zene, szöveg: Dolák-Saly Róbert)
- Besenyő-monológ /Pest megye/ (írta: Laár András, Szászi Móni)
- A Besenyő család élete (írta: Szászi Móni)
- Kanca-dal (zene, szöveg: Szászi Móni, Dolák-Saly Róbert)
- Anti bácsi a kriptában (írta: Szászi Móni)
- A költő hozzászól /A szorongás/ (írta: Laár András)
- Kalandvetítés /A királylány és a büdös paraszt/ (írta: Dolák-Saly Róbert)
- Álomkék /dal/ (zene: Pethő Th. Zsolt, szöveg: Laár András, Pethő Zsolt)

### 9.
Cím: Cirkusz

Rendező: Kriskó László

Jelenetek:
- Főcím
- Beharangozó
- Leopold, a porondmester konferál /Achtung!/ (írta: Dolák-Saly Róbert)
- A Besenyő család a cirkuszban-1. (írta: Szászi Móni)
- Miszticselló, a zsonglőr (írta: Pethő Zsolt)
- Tüntető csigák (írta: Szászi Móni)
- Miszticselló és a rettenetes idomított kisgyerek (írta: Szászi Móni és Pethő Zsolt)
- Gasztronómiai kitérő /Porondpörkölt rágós pereccel/ (írta: Laár András)
- Kanca az oroszlánszelídítő (írta: Szászi Móni)
- A Besenyő család a cirkuszban-2. (írta: Szászi Móni)
- Anti bácsi és az óriáskígyó (írta: Szászi Móni)
- A költő hozzászól /Ha nő az idomár/ (írta: Laár András)
- Kleopátra és a kígyó /dal/ (zene, szöveg: Dolák-Saly Róbert)
- A Besenyő család a cirkuszban-3. (írta: Szászi Móni)
- Tévedés az kis angyalom /dal/ (zene, szöveg: Laár András)
- Leopold konferál (írta: Dolák-Saly Róbert)

### 10.
Cím: Rettenet

Rendező: Kriskó László

Jelenetek:
- Főcím
- Beharangozó
- Vámpírképző intézet (írta: Szászi Móni)
- Kalandvetítés /A gyerekparaszt/ (írta: Dolák-Saly Róbert)
- Mártírka néni (írta: Laár András)
- Szumó-bajnok leszek /dal/ (zene, szöveg: Dolák-Saly Róbert)
- Naftalin Ernő ötlettára /Hogyan viselkedjünk egy operaelőadáson?/ (írta: Dolák-Saly Róbert)
- A költő hozzászól /Lábam piskótája/ (írta: Laár András)
- Nem vagyok unalmas /dal/ (zene, szöveg: Laár András)

## Érdekesség
Dolák-Saly Róbert Fakír című dala eredetileg a Szex című epizódhoz készült, végül időhiány miatt a Szilveszter 2002 című epizódba került be. A DVD kiadáson a dal már a Szex című epizódban hangzik el.